# Titularbistum Arcavica
Arcavica ist ein Titularbistum der römisch-katholischen Kirche.
Es geht zurück auf einen untergegangenen Bischofssitz in der Stadt Ercavica. Der Bischofssitz gehörte der Kirchenprovinz Toledo an.
| Titularbischöfe von Arcavica |                                |                                                                  |                   |                    |
| Nr.                          | Name                           | Amt                                                              | von               | bis                |
| 1                            | Liudas Povilonis MIC           | Apostolischer Administrator von Vilkaviškis und Kaunas (Litauen) | 7. November 1969  | 9. August 1990     |
| 2                            | Cristián Caro Cordero          | Weihbischof in Santiago de Chile (Chile)                         | 12. März 1991     | 27. Februar 2001   |
| 3                            | Joaquín María López de Andújar | Weihbischof in Getafe (Spanien)                                  | 19. März 2001     | 29. Oktober 2004   |
| 4                            | Cecilio Raúl Berzosa Martínez  | Weihbischof in Oviedo (Spanien)                                  | 22. März 2005     | 2. Februar 2011    |
| 5                            | Grzegorz Ryś                   | Weihbischof in Krakau (Polen)                                    | 16. Juli 2011     | 14. September 2017 |
| 6                            | Andrzej Iwanecki               | Weihbischof in Gleiwitz (Polen)                                  | 18. November 2017 |                    |